# Saint-Léger (Savoie)
Saint-Léger is een gemeente in het Franse departement Savoie (regio Auvergne-Rhône-Alpes) en telt 220 inwoners (2005). De plaats maakt deel uit van het arrondissement Saint-Jean-de-Maurienne.

## Geografie
De oppervlakte van Saint-Léger bedraagt 10,9 km², de bevolkingsdichtheid is 20,2 inwoners per km².
De onderstaande kaart toont de ligging van Saint-Léger (Savoie) met de belangrijkste infrastructuur en aangrenzende gemeenten.

## Demografie
Onderstaande figuur toont het verloop van het inwonertal (bron: INSEE-tellingen).